# Zăbrătău, Covasna
Zăbrătău (maghiară Zabrató) este un sat în comuna Sita Buzăului din județul Covasna, Transilvania, România. Se află în partea de sud a județului, în Depresiunea Întorsura Buzăului, pe malul drept al Buzăului.